# Defensor del Pueblo Andaluz
El Defensor del Pueblo Andaluz es una institución cuya misión principal es la protección y defensa de los derechos y libertades establecidos en el primer título de la Constitución. Para ello puede inspeccionar a los ayuntamientos y diputaciones provinciales así como a la Junta de Andalucía. El Defensor del Pueblo Andaluz ostenta la figura del Defensor del Menor de Andalucía establecido en la Ley 1/1998, de 20 de abril, de los Derechos y la Atención al Menor cuya denominación ha sido modificada, pasando a denominarse Defensoría de la Infancia y Adolescencia de Andalucía modificación establecida en la Disposición adicional novena de la Ley 4/2021, de 27 de julio, de Infancia y Adolescencia de Andalucía.
Es elegido por el Parlamento de Andalucía para un mandato de cinco años, que puede ser renovado. Actualmente, el cargo de Defensor del Pueblo Andaluz lo desempeña Jesús Maeztu Gregorio de Tejada, que tras un año en funciones renovó este cargo por otros cinco años tras la toma de posesión el 18 de septiembre de 2019.

## Textos y estatutos
La institución del defensor del pueblo andaluz figura en el Estatuto de Autonomía de Andalucía de 1981, reformado en 2007. Así, el artículo 128, en el capítulo VI del estatuto define su autoridad, sus funciones y su modo de elección.
En España, esta función de control de la administración y protección de los ciudadanos tuvo su origen en la Constitución Española de 1978. El título I de la Constitución establece los derechos y deberes fundamentales de los ciudadanos españoles. El capítulo IV está dedicado más específicamente a garantizar las libertades fundamentales. El artículo 54 establece un Defensor del Pueblo, nombrado por las Cortes Generales para garantizar el respeto de estos derechos y recoger en este sentido las quejas de los ciudadanos.
La figura del Defensor del Pueblo está aclarada y regulada por la Ley Orgánica 3/1981, de 6 de abril. En dicha ley se defiensen las funciones, las atribuciones y el funcionamiento de la autoridad supervisora. Además, el artículo 12 de la Ley establece que los órganos similares de las comunidades autónomas están obligadas a coordinar sus esfuerzos con los del Defensor del Pueblo, que podrá recabar su colaboración. El Defensor del Pueblo andaluz está, por tanto, sujeto a este reglamento, según lo confirmado por el artículo 128-3 del Estatuto de Autonomía y la Ley 36/1985 sobre las relaciones entre el Defensor del Pueblo y sus homólogos de cada comunidad autónoma.
La Ley 9/1983 del 1 de diciembre de 1983, aprobada por el Parlamento andaluz, establece las condiciones para la designación del Defensor del Pueblo andaluz. Este último es elegido por una mayoría cualificada de la Asamblea Regional cada cinco años. El candidato a estas funciones es propuesto por la comisión parlamentaria de Gobierno Interior y de los derechos humanos. El titular debe ser un ciudadano andaluz (es decir, ciudadano español establecido en Andalucía), no puede tener empleo público ni privado, no puede tener ningún cargo político o ejercer alguna actividad de propaganda política y no puede estar afiliado a ningún partido político o sindicato. Aunque es nombrado y presta juramento ante el parlamento, el Defensor del Pueblo Andaluz no responde ante éste desempeñando sus funciones con autonomía y conforme a su propio criterio.
Se establece un informe anual de sus actividades, que presenta al Parlamento en sesión plenaria. Por otro lado, para el ejercicio de sus funciones, dispone de servicios de gestión, así como de adjuntos y de asesores encargados de un dominio particular de competencia.

## Defensores del Pueblo Andaluz
- Manuel Conde-Pumpido Ferreiro (1984-1996)[12]
- José Chamizo de la Rubia (1996-2013)
- Jesús Maeztu Gregorio de Tejada (2013- ) [4]